# Cyriacus van Ancona

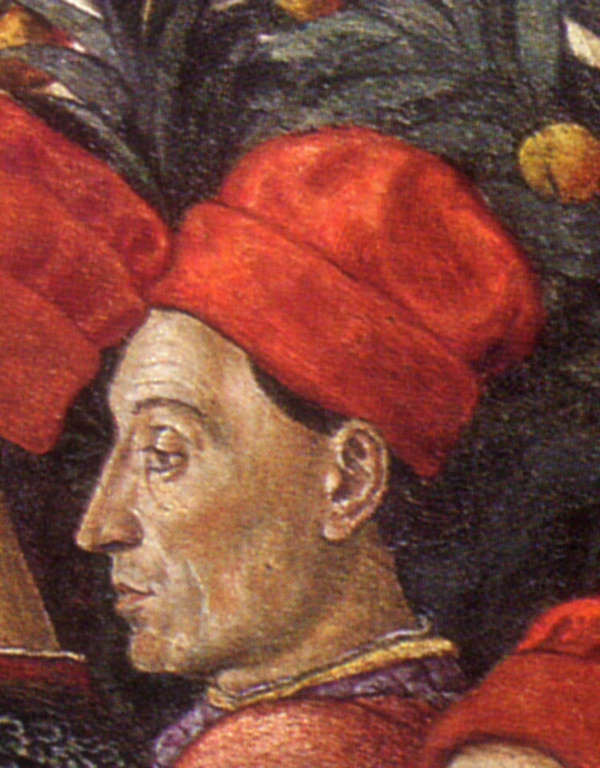
Cyriacus van Ancona

Cyriacus van Ancona, eigenlijk Ciriaco de' Pizzicolli, (Ancona, ca. 1391 – Cremona, ca. 1455) was een antiquariër, dat wil zeggen een reiziger met archeologische belangstelling. Hij wordt beschouwd als de grondlegger van de klassieke archeologie
Hij stamde uit een welgestelde familie van handelaren. Vanaf 1423 reisde hij het gehele Middellandse Zeegebied af op zoek naar monumenten, munten en inscripties, vooral uit de Romeinse en Griekse oudheid. Hij bezocht het hof van Byzantium en werkte enige tijd als secretaris voor de Ottomaanse sultan Mehmet II. Hij was een kritisch man die al in deze vroege tijd een wetenschappelijke methodiek trachtte na te streven. Hij beschouwde monumenten en inscripties als getuigen waaraan bestaande ideeën en theorieën getoetst dienden te worden, na eerst beoordeeld te hebben of zij als getuigen betrouwbaar waren. Dit druiste in tegen het leergezag van de gevestigde theorieën en verklaringen, bijvoorbeeld die van de Kerk. Een groot deel van zijn werk is teloorgegaan.
1. ↑  Edward W. Bodnar e Clive Foss, Cyriac of Ancona: Later travels, Cambridge (Massachusetts), Harvard University Press, 2003, ISBN 0-674-00758-1.

- Bibsys: 99052933
- Biblioteca Nacional de España: XX1368504
- Bibliothèque nationale de France: cb12179668h (data)
- Catàleg d'autoritats de noms i títols de Catalunya: 981058517719906706
- CiNii: DA01654465
- Gemeinsame Normdatei: 119513382
- International Standard Name Identifier: 0000 0001 1701 2962
- Library of Congress Control Number: n50063243
- Nationale Bibliotheek van Tsjechië: jo2018981525
- Nationale bibliotheek van Australië: 35262266
- Nationale Bibliotheek van Israël: 987007300089005171
- Nederlandse Thesaurus van Auteursnamen: 073280305
- Réseau des bibliothèques de Suisse occidentale: 02-A005463611
- Istituto Centrale per il Catalogo Unico: ANAV009003
- LIBRIS: 182667
- SNAC: w6699vvr
- Système universitaire de documentation: 030366992
- Trove: 887439
- Union List of Artist Names: 500031944
- Virtual International Authority File: 120696433